# Till alla killar: Nu och för alltid
Till alla killar: Nu och för alltid (engelska: To All the Boys: Always and Forever) är en amerikansk tonårsfilm/romantisk komedifilm från 2021 regisserad av Michael Fimognari, vars huvudroller spelas av Lana Condor och Noah Centineo. Detta är den tredje och sista filmdelen i Till alla killar-serien (efter Till alla killar: PS. Jag gillar dig fortfarande från 2020), som bygger på författaren Jenny Hans roman Nu och för alltid, Lara Jean från 2017. Den följdes sedan av spinoffserien XO, Kitty, som släpptes på Netflix den 18 maj 2023.
Till alla killar: Nu och för alltid släpptes på Netflix den 12 februari 2021, ganska exakt ett år efter släppet av föregångaren Till alla killar: PS. Jag gillar dig fortfarande. Filmens inspelningar ägde rum i Vancouver från juli 2019, med själva produktionen formellt tillkännagiven i augusti samma år.

## Handling
Filmens handling kretsar för tredje gången i rad kring tonårstjejen Lara Jean Covey, som efter en familjeresa till Sydkoreas huvudstad Seoul, påbörjar sitt tredje och sista år på high school. Hon är fortfarande tillsammans med pojkvännen Peter Kavinsky, och tillsammans planerar de att påbörja studier på Stanford University, strax efter att de har blivit klara med sin high school-examen. När Lara Jean får ett brev om att hon inte har kommit in på Stanford blir hon otroligt ledsen och besviken, och känner att hennes framtidsdrömmar tillsammans med Peter håller på att försvinna. Det som verkligen får henne att fundera över sina studier, är under en skolresa till New York, där hon och hennes bästa vän Chris blir inbjudna till en fest på New York University (NYU). Hur kommer livet egentligen att se ut för henne efter high school? Och framför allt: Hur kommer livet att se ut för henne och Peter?

## Rollista
| Lana Condor        | – Lara Jean Covey                 |
| Noah Centineo      | – Peter Kavinsky                  |
| Janel Parrish      | – Margot Covey                    |
| Anna Cathcart      | – Katherine "Kitty" Covey         |
| John Corbett       | – Dr. Dan Covey                   |
| Sarayu Blue        | – Trina Rothschild                |
| Madeleine Arthur   | – Christine (även kallad "Chris") |
| Ross Butler        | – Trevor Pike                     |
| Emilija Baranac    | – Genevieve (även kallad "Gen")   |
| Trezzo Mahoro      | – Lucas                           |
| Kelcey Mawema      | – Emily                           |
| Sofia Black-D'Elia | – Heather                         |
| Henry Thomas       | – Mr. Kavinsky                    |
| Jeon Ho-Young      | – Dae                             |